# Slovinské euromince
Slovinské euromince jsou v oběhu od 1. ledna 2007, kdy Slovinsko přešlo z tolaru na euro. Stalo se tak prvním členem eurozóny z nových členských států Evropské unie. Slovinsko je členem EU od 1. května 2004 a také je členem Evropské měnové unie.
Před vstupem do eurozóny bylo také jedním z členů ERM II. Směnný kurz tolaru k euru se do června 2006 mohl pohybovat pouze v rozmezí 15 %, a poté byl finančními ministry Evropské unie pevně stanoven na 239,640 tolarů za euro.
Slovinská psaná verze a výslovnost názvu měny je Evro.

## Vzhled euromincí
Vzhled přibližně 230 milionů slovinských euromincí (celková nominální hodnota slovinských euromincí je přibližně 80 miliónů eur) byl odhalen 7. října 2005. Navrhli jej Miljenko Licul, Maja Licul a Janez Boljka.
Na obvodu všech mincí je 12 hvězd symbolizujících Evropskou unii střídavě s písmeny nápisu „SLOVENIJA“ (slovinsky Slovinsko). Mince každé nominální hodnoty zobrazují rozdílné motivy:
- 1 cent – motiv čápa převzatý z dvacetitolarové mince
- 2 centy – Knížecí kámen, na kterém byla korunována korutanská knížata a později vévodové
- 5 centů – obraz, který namaloval Ivan Grohar, zobrazující rozsévače (slovinsky Sejalec), který seje 30 hvězd – ve skutečnosti motiv obsahuje 13 hvězd uvnitř a 12 hvězd na okraji (jedna z nich souvisí i s vnitřním motivem), dohromady 25 hvězd symbolizujících počet členů Evropské unie v okamžiku přijetí eura , po vstupu Rumunska a Bulharska 1. ledna 2007 ale počet členů vzrostl na 27, od roku 2013 jich je 28 (vstup Chorvatska)
- 10 centů – neuskutečněný návrh slovinské parlamentní budovy s nápisem „Katedrala svobode“ (slovinsky „Katedrála svobody“) vytvořený Jožem Plečnikem
- 20 centů – dva lipicáni a nápis „Lipicanec“ (slovinsky „Lipicáni“)
- 50 centů – hora Triglav pod souhvězdím raka (Slovinsko vyhlásilo nezávislost ve zvířetníkovém období raka) a nápis „Oj Triglav moj dom“ (slovinsky „Ó Triglav, můj domov“)
- 1 euro – křesťanský reformátor Primož Trubar a nápis „Stati inu obstati“ (slovinsky „Stát a obstát“)
- 2 eura – národní slovinský básník France Prešeren (pouze jeho silueta, protože v současnosti není úplně jisté, jak ve skutečnosti vypadal) a první verš sedmé strofy Zdravljice (slovinsky Zdravice), slovinské národní hymny

## Kontroverze
V Korutanech se strhlo mírné politické pobouření kvůli umístění Kněžského kamene na slovinské eurominci 2 centy. Tento římský antický sloup, který byl používán při dosazování vévodů Korutan, je v současnosti uschován v muzeu v Klagenfurtu, korutanském hlavním městě, a je zde také považován za historický symbol státu. Vláda spolkové země Korutany (v čele s guvernérem Jörgem Haiderem) vydala 25. října 2005 protest, který byl ale zamítnut slovinským ministrem zahraničí Dimitrijem Rupelem jako neseriózní.
Kromě Kněžského kamene bylo v médiích také zmíněno vyobrazení lipicánů na minci 20 centů. Rakousko považuje lipicány za svůj symbol, a proto byli také zobrazeni na rakouské minci 5 šilinků. Přesto nebyl oficiální protest podán a rozhodnutí o motivu lipicánů na minci lze považovat za kladný, protože upozorňuje na více než stoletou společnou minulost. Navíc Slovinsko poukazuje na historickou spojitost lipicánů, slovinské historie a existujícího hřebčína v Lipici.

## Zavedení eura
Od 1. března 2006 byly v obchodech uváděny ceny v tolarech i eurech. Pro zavedení hotovosti v eurech byla nutná výměna 442 milionů mincí a 108 milionů bankovek v tolarech za 155 milionů euromincí a 42 milionů eurobankovek, a proto zásobila Banka Slovinska velkoobchodníky a nestátní banky hotovostí v eurech už od začátku září 2006.
Pro ražbu slovinských euromincí byla prostřednictvím mezinárodního tendru vybrána finská státní mincovna ve městě Rahapaja. Kromě finské mincovny vznikaly slovinské euromince následně i v Nizozemsku a na Slovensku.
Od 15. prosince 2006 si mohli obyvatelé koupit tzv. startovací balíčky slovinských euromincí ve všech slovinských bankách. Tato kolekce eur obsahovala 8 mincí 1 cent, 7 mincí 2 centy, 6 mincí 5 centů, 6 mincí 10 centů, 7 mincí 20 centů, 4 mince 50 centů, 4 mince 1 euro, 2 mince 2 eura v celkové hodnotě 12,52 €. Tento balíček se prodával za 3000 tolarů.

## Pamětní mince

### Dvoueurové oběžné mince
Následující tabulka zahrnuje 2€ pamětní mice vydané mezi roky 2007 a 2024.
1. 2007 – společná série mincí států eurozóny k výročí Římských smluv
2. 2008 – 500 let od narození Primože Trubara
3. 2009 – společná série mincí států eurozóny – 10 let od zavedení eura jako bezhotovostní měny
4. 2010 – výročí 200 let od otevření botanické zahrady v Lublani
5. 2011 – sté výročí narození národního hrdiny France Rozmana
6. 2012 – společná série mincí států eurozóny – 10 let od zavedení eura jako hotovostní měny
7. 2013 – 800 let od první návštěvy Postojnských jeskyň
8. 2014 – 600. výročí korunovace Barbary Celjské
9. 2015 – Emona-Lublaň
10. 2015 – společná série mincí států eurozóny – 30 let vlajky Evropské unie
11. 2016 – 25 let od vyhlášení nezávislosti
12. 2017 – 10. výročí zavedení eura ve Slovinsku
13. 2018 – Slovinská iniciativa „Světový den včel“
14. 2019 – 100. výročí založení univerzity v Lublani
15. 2020 – 500. výročí narození Adama Bohoriče
16. 2021 – 200. výročí založení Provinčního muzea Carniola, nejstaršího slovinského muzea
17. 2022 – 150. výročí narození architekta Jože Plečnika
18. 2022 – společná série mincí států eurozóny – 35 let od zahájení programu Erasmus
19. 2023 – 150. výročí narození matematika Josipa Plemelje
20. 2024 – 250. výročí založení Národní a univerzitní knihovny